# الطاهر عزيز
الطاهر عزيز ولد في قابس وتوفي في 27 سبتمبر 2009، هو سياسي تونسي.

## السيرة الذاتية
عندما كان يعمل في الأمانة العامة للاتحاد الدولي لنقابات العمال الحرة، تحصل الطاهر عزيز على الدكتوراه في بروكسل وكان عنوان أطروحته «تونس: التغييرات السياسية والتوظيف (1956-1996)». 

كان للطاهر عزيز مسار طويل في الإدارة التونسية حيث تقلد عدة مهام، ومنها رئيس مدير عام وكالة التشغيل والتكوين المهمني، ثم كاتب عام وزارة الشؤون الاجتماعية، قبل أن يصبح رئيس مدير عام الصندوق الوطني للضمان الاجتماعي. بعد انقلاب 7 نوفمبر 1987، أصبح مسؤول الإعلام لدى الحزب الاشتراكي الدستوري والذي أصبح التجمع الدستوري الديمقراطي. 

في 27 يوليو 1988، أصبح كاتب دولة لدى وزير الصحة العمومية في حكومة الهادي البكوش ثم في حكومة حامد القروي، وذلك حتى 3 مارس 1990، أين عين كأول وزير للتكوين المهني في نفس حكومة القروي، وبقي على رأس الوزارة حتى 20 فبراير 1991.

## مؤلفاته
- Tunisie: Changements politiques et Emploi (1956-1996)، دار نشر L’Harmattan، باريس، 2000 (ردمك 2-7384-9177-4).[1]